# زیبابرگان
زیبابرگان (Calophyllaceae) یک خانواده از گیاهان گلدار در راسته مالپیگی‌سانان است و توسط سامانه طبقه‌بندی APG III شناخته می‌شود. بیشتر ۱۴ جنس و ۴۷۵ گونه موجود در این خانواده پیشتر در تبار Calophylleae از خانواده کلازیاسه معرفی شده بودند. گروه Angiosperm Phylogeny تشخیص دادند که تقسیم این دسته از جنس‌ها به خانواده خودشان ضروری است.